# Moai (logiciel)
Moai est une plateforme de développement et de déploiement conçue pour la création de jeux mobiles sur smartphones iOS et Android. La plateforme Moai est constituée de Moai SDK, un moteur de jeu open source, et de Moai Cloud, une plate-forme cloud en tant que service (PaaS) pour l'hébergement et le déploiement de services de jeu. Les développeurs de Moai utilisent les langages Lua, C++ et OpenGL pour créer des jeux mobiles sur les smartphones et le cloud. Plusieurs jeux commerciaux ont été créés avec Moai, notamment Crimson: Steam Pirates,, Invisible, Inc. et Broken Age. Moai intègre des services tiers d'analyse de donnés et de monétisations tels qu'Apsalar et Tapjoy.

## Historique
Une version bêta publique de Moai a été lancée en juillet 2011. Le premier jeu Moai à être commercialisé fut Crimson: Steam Pirates, développé par Jordan Weisman et publié par Bungie Aerospace en septembre 2011. La version 1.0 de Moai fut annoncée en mars 2012. Depuis 2017, la plateforme n'est plus maintenue.

## Jeux notables
| Année     | Titre                     | Developpeur         | Ref.  |
| --------- | ------------------------- | ------------------- | ----- |
| 2011      | Crimson : Steam Pirates   | Harebrained Schemes | ,     |
| 2011      | Wolf Toss                 | Zipline Games       | ,     |
| 2014-2015 | Broken Age                | Double Fine         | [ 5 ] |
| 2014      | Spacebase F-9             | Double Fine         |       |
| 2015      | Invisible, Inc.           | Klei Entertainment  | [ 4 ] |
| 2017      | The Franz Kafka Videogame | Denis Galanin       |       |
| 2021      | Eastward                  | Pixpil              |       |

## Lectures complémentaires
- Maczewski, « How To Make a Simple Game with Moai », Kodeco, 2 avril 2013